# Ted Willis
Pour les articles homonymes, voir Willis.
Ted Willis est un scénariste et producteur britannique né le 13 janvier 1918 à Tottenham (Royaume-Uni) et mort le 22 décembre 1992.

## Filmographie

### comme scénariste
- 1948 : Les Ailes brûlées (Good Time Girl)
- 1949 : A Boy, a Girl and a Bike
- 1949 : The Huggetts Abroad
- 1952 : Blueprint for Danger
- 1953 : The Large Rope
- 1953 : Les Marrants terribles (Top of the Form)
- 1953 : Le Roi de la pagaille (Trouble in Store)
- 1954 : Up to His Neck
- 1954 : Burnt Evidence
- 1955 : Plus on est de fous (One Good Turn)
- 1956 : Woman in a Dressing Gown (TV)
- 1956 : It's Great to Be Young!
- 1957 : Woman in a Dressing Gown
- 1958 : The Young and the Guilty
- 1959 : No Trees in the Street
- 1960 : The Days of Vengeance (feuilleton TV)
- 1961 : The Horsemasters (TV)
- 1961 : Flower of Evil (feuilleton TV)
- 1963 : Bitter Harvest
- 1964 : The Four Seasons of Rosie Carr (TV)
- 1969 : Weh' dem, der erbt (TV)
- 1970 : Zomernachtsdroom (TV)
- 1984 : Mrs. Harris - Freund mit Rolls Royce (TV)
- 1987 : Mrs. Harris fährt nach Moskau (TV)

### comme producteur
- 1968 : Le Coup du lapin (Danger Route)